# Abbaye de Rott
L’abbaye de Rott est une ancienne abbaye bénédictine à Rott am Inn, en Allemagne.

## Histoire
Les débuts du monastère remontent à la fin du XIe siècle. C'est probablement à l'occasion du mariage de son fils Cunon II de Rott (de) avec Élisabeth de Lorraine (morte en 1086) que le comte palatin Cunon Ier de Rott a l'idée de fonder une abbaye sur la propriété familiale. Lorsqu'en 1081 Cunon II de Rott meurt sans enfant lors de la bataille de Höchstädt sous l'interdiction militaire du roi Henri IV, la fondation est renouvelée et le monastère est placé sous la protection papale.
Elle se développe grâce à l'économie de ses possessions du Lamer Winkel (de) dans la forêt de Bavière.
En raison de la sécularisation, l'abbaye est dissoute en 1803, des parties du complexe sont démolies ou vendues, la propriété forestière est nationalisée et la précieuse bibliothèque est vendue à quelques exceptions près. La brasserie du monastère, acquise par Georg Kaiser en 1850, se situait dans l'aile ouest restante du complexe à partir de 1650.
La plupart des parties restantes du bâtiment sont victimes d'un incendie majeur en 1937. La brasserie Kaiser de Max Zwicknagl est ensuite incendiée en juin 1937, mais est reconstruite.
L'église abbatiale est devenue l'église paroissiale.

## Église
L'église abbatiale Saints-Marinus-et-Aignan de Rott am Inn est dédiée à Marinus de Wilparting (de) et Aignan de Wilparting (de). Le bâtiment rococo actuel de Johann Michael Fischer se dresse sur le site de la basilique romane d'origine depuis 1763. Les sculptures d'autel en partie blanches et en partie colorées sont d'Ignaz Günther.
L'harmonie unique de l'espace, du mobilier qui caractérise l'église de l'abbaye de Rott est le résultat d'un travail de collaboration des artistes les plus importants du rococo du sud de l'Allemagne. Elle doit son existence principalement au mécène, l'abbé Benoît II Lutz (1720-1777). Né à Kitzbühel en 1720, Benedikt Lutz entre à l'abbaye de Rott en 1737, probablement en raison de la proximité géographique du prieuré incorporé de Pillersee. Le noviciat et les études théologiques le conduisent à Weihenstephan près de Freising, où le père Roman Weixer (1690-1764) le parraine.
Après que l'ancienne église ait été en grande partie démolie par les mineurs tyroliens début mars 1759, la pose de la première pierre a lieu le 4 juin. Selon la tradition ancienne, les travaux de construction à l'est commencent par la construction de la sacristie et du chœur au-dessus. En raison de l'organisation de construction souveraine de Fischer et d'un client trop hâtif, l'énorme bâtiment grandit rapidement, de sorte que la cérémonie d'achèvement est célébrée le 20 août 1760, qui est suivie de la fermeture du dôme principal en novembre de la même année. Entre-temps, les stucateurs autour de Jakob Rauch commencent leur travail avec la décoration du chœur (images en relief avec des scènes de la vie de saint Benoît).
En 1761, il y a l'achèvement du toit de l'église, la décoration du presbytère, où Matthäus Günther (de) participe à la fresque du miroir du plafond. Un premier temps fort est l'installation provisoire du maître-autel par Ignaz Günther en novembre de la même année. La saison de construction de 1762 est consacrée à la conception de la salle principale. Entre juin et octobre, Matthäus Günther réalise la fresque monumentale du dôme avec le "theatrum honoris" de l'ordre bénédictin. Dans le même temps, les travaux sont achevés sur le maître-autel qui, contrairement au concept initial, est agrandi pour inclure les statues du couple impérial Henri et Cunégonde.
Après l'achèvement du gros œuvre de la salle en avril 1763, les travaux se concentrent sur le mobilier de l'autel. Après que la tombe haute du donateur gothique tardif, qui était la seule sculpture médiévale incluse dans le nouveau bâtiment, trouve sa place définitive dans le vestibule, la consécration solennelle de l'église par l'évêque auxiliaire de Freising François-Ignace-Albert de Werdenstein (de) a lieu le 23 octobre 1763. À cette date, l'ameublement de l'église n'est pas encore terminé. Confessionnaux, grilles d'entrée, antependiums et travaux divers sur les charpentes durent jusqu'en 1767. Les autels latéraux à côté du vestibule, consacrés en 1791, forment la conclusion finale des travaux.
Après deux restaurations dans les années 1867 et 1962-1963, dont certaines ne furent pas fidèles à l'original, l'ancienne église abbatiale subit une rénovation globale complète de 1994 à 2002, basée sur l'état d'origine. Depuis juillet 2002, l'église de Rott est à nouveau accessible et peut être visitée dans sa nouvelle "ancienne gloire".

## Source de la traduction
- (de) Cet article est partiellement ou en totalité issu de l’article de Wikipédia en allemand intitulé « Kloster Rott » (voir la liste des auteurs).